# Ali Wali
Ali Wali (Fayyum, 7 agosto 1920 – ...) è stato un politico e ingegnere egiziano, dal 1971 al 1981 ricopre il ruolo di ministro del petrolio.

## Biografia
Studia ingegneria meccanica all'Università del Cairo, dove si laurea nel 1941. Inizia come ingegnere petrolifero alla compagnia petrolifera anglo-egiziana nelle aree del Sinai e del Mar Rosso, fino alla promozione a presidente della regione del Mar Rosso nel 1955, ruolo che mantiene per due anni. Wali partecipa all'istituzione della prima compagnia petrolifera egiziana, che nasce nel dicembre 1957 con la fondazione della General Petroleum Company (GPC), di proprietà dello Stato egiziano. Wali dirige le operazioni della compagnia dal 1958 al 1961. Nominato direttore generale dell'Egyptian General Petroleum Authority nel dicembre 1961, nel 1968 ne ottiene la presidenza finché nel maggio 1971 diventa il primo a ricoprire il ruolo di ministro del petrolio in Egitto.